# RAH-66 (航空機)
RAH-66 コマンチ
RAH-66 コマンチ
- 用途：偵察/攻撃ヘリコプター
- 製造者：ボーイング・ヘリコプターズ / シコルスキー・エアクラフト
- 運用者： アメリカ合衆国（アメリカ陸軍）
- 初飛行：1996年1月4日
- 生産数：2機
- 運用状況：未採用

RAH-66は、ステルス技術が反映されたアメリカ合衆国の試作偵察攻撃ヘリコプターである。愛称はコマンチ（Comanche）。開発は、ボーイング・ヘリコプターズ（現ボーイング・ロータークラフト・システムズ）とシコルスキー両社により行われた。開発計画は2004年2月に打ち切られたが、同国にて最初の全天候型ステルスヘリコプターであった。
なお、愛称のコマンチ（Comanche）は、北アメリカ先住民族のコマンチ族（コマンチェ族とも）からきている。

## 開発
アメリカ陸軍は、現在OH-58D カイオワ・ウォリアという武装偵察ヘリコプターを運用しているが、このOH-58Dはベトナム戦争時代に開発された観測ヘリコプターの改良版であり、専用に開発されたものではなかった。対してコマンチは、武装偵察専用に開発されたヘリコプターである。
RAH-66は、AH-64 アパッチよりも小型軽量（RAH-66は全長13.1m、重量3.5tであり、AH-64は全長17.7m、重量5.2t）である。また、RAH-66の特徴としてステルス性があり、複合素材を利用して作られた機体はレーダー反射断面積が小さくなるようにF-117 ナイトホーク（攻撃機）同様に多角形で構成され、表面にはレーダー波吸収剤が塗布されている。さらに、ミサイルやロケット弾ポッド・機関砲はレーダーで捉えられやすいため、内部ウェポンベイに搭載する収納式になっている。一方で攻撃力を重視する場合は、ステルス性の低下と引き換えに武装用スタブウィングを搭載することで更にミサイルやロケット弾ポッドを搭載することができる。
味方の戦闘機から発射されたミサイルを自身の目標に向かって誘導する能力も持ち合わせており、静音性にも配慮がなされているため、同じタイプのヘリコプターよりもエンジン騒音も小さく抑えられている。
本機の探知航行装置は特に夜間作戦・悪天候時に能力を発揮する。機体設計もAH-64よりも輸送機に搬入させやすくなっており、前線への投入も容易である。輸送機が無い状態であっても航続距離は2,330kmにおよび、この長大な航続距離のお陰で、基地から作戦空域まで飛行していくことが可能である。
アメリカ陸軍では当初、2004年にRAH-66を導入し、合計で1,300機導入して偵察および攻撃任務に使用する計画であった。運用はAH-64との混合部隊により行うことが予定され、それに当たって陸軍では試作機を使用し飛行試験を行った。最初の試作機は1995年5月にシコルスキー・エアクラフトにて完成し、同年12月に初飛行に成功した。
試作機の完成に伴い、この計画は開発改良段階へと移行し、この段階で更に8機の製造が執り行われると共に、これらの機体の初飛行が2006年6月に行われることとなった。

## 計画中止

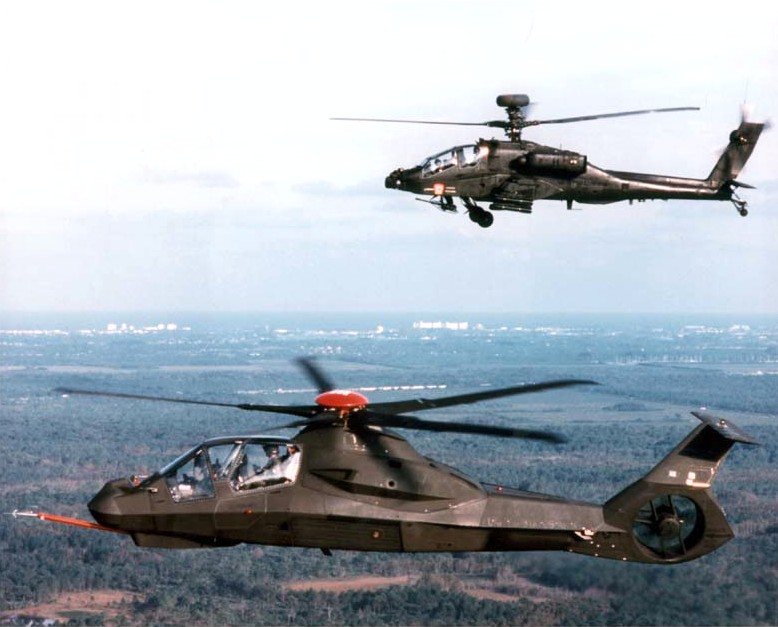
AH-64と試験飛行するRAH-66。採用されれば、このような2機種混合部隊がアメリカ陸軍の主力ヘリコプター部隊となっていた

開発計画の真っ只中であった2004年2月23日、アメリカ陸軍は、老朽化した既存の多目的偵察ヘリコプターの同型機を新規調達するために予算を転用するという理由で、コマンチ計画を中止すると発表した。中止の要因としてはほかにも、軍内部でUAV（Unmanned Aerial Vehicles、無人航空機）による偵察任務の代行に期待する声が高まったこともあり、実際に2001年からのアフガニスタン紛争や2003年からのイラク戦争での無人航空機（RQ-1 プレデターやRQ-4 グローバルホーク）が偵察のみならず攻撃任務にも投入され、有効性が実証されていたこともあり、更なる性能向上を目指した新型UAVの開発を行うための予算の確保、そして、20年の歳月と莫大な予算を費やしておきながらも試作段階から前進できないコマンチ開発の遅れへの反発もあった。
コマンチ計画には、中止段階で既に80億ドル近い開発費が投じられており、さらに、中止の補償金としてシコルスキーとボーイングに4.5 - 6.8億ドルが支払われたとされる。
また、開発運用計画の一部は、コマンチ計画の反省から既存機を基に開発されるARH-70が引き継ぐ予定だったがこちらも中止された。このRAH-66の計画によって培われた技術は、AH-64 アパッチやその他の軍用ヘリコプター開発に活かされるという。
現在、試作機の2機（95-0001、94-0327）は陸軍の航空ミサイル研究開発センターに保管されている。この2機は技術支援部の管理下にあるが、95-0001の機体に関しては軍に再び委譲され、2007年にアラバマ州フォートラッカーの陸軍航空博物館にて展示される計画がある。

## 仕様

### 諸元
- 乗組員：2 名
- 全長：14.28 m
- 主回転翼直径：11.90 m
- 高さ：3.37 m
- 空虚重量：3,942 kg
- 最大離陸重量：7,790 kg
- 発動機：LHTEC T800 1,432 hp (1,068 kW)×2

### 性能
- 超過禁止速度：324 km/h (Mach 0.26)
- 巡航速度：206 km/h (Mach 0.17)
- 航続距離：485 km
- 上昇率：7.20 m/s

### 武装
- 固定武装：XM301 3砲身20mm機関砲（装弾数500発）
- 内部ウェポンベイ：AGM-114 ヘルファイア空対地 / 対戦車ミサイル×6もしくはAIM-92 スティンガー空対空ミサイル×12
- 最大搭載量（武装用スタブウィングを使用した場合）：AGM-114×14 / AIM-92×28 / ハイドラ70mm対地ロケット弾×56

## 登場作品

### 映画・テレビドラマ
『ウルトラQ dark fantasy』
第1話に登場。東京タワー付近に出現した隕石怪獣ガラゴンに対してミサイル攻撃を行うも通用せず。その後、強力な電磁波を放つガラゴンに対して電磁波遮蔽パウダーを散布し、電磁波をガラゴンの体内に封じ込めることで内部崩壊を引き起こさせている。
『ハルク』

### アニメ・漫画
『D-LIVE』
カダス共和国（架空の国家）のカレン・オズボーン中尉が搭乗する。斑鳩悟が運転するプジョー・106を20mm機関砲で行動不能にしたり、AGM-114 ヘルファイアミサイルを発射するなど窮地に陥れるが、戦場でできたクレーターの傾斜角度を利用したT-34/85の砲撃でメインローターを破壊され、墜落する。
『ガサラキ』
『太陽の黙示録』
アメリカ海軍機として登場する。劇中では一貫して「ステルス戦闘ヘリ」とのみ呼ばれ、機体名は出てこない。

### 小説
『WORLD WAR Z』
アメリカ軍の所属機として登場。ヨンカーズの戦いに投入され、ゾンビの群れをチェーンガン、ヘルファイア、ハイドラ70ロケット弾で攻撃するほか、戦線が崩壊しかけた際には低空飛行によりプロペラのブレードでゾンビの群れを切り裂くという大胆な攻撃を行う。しかし、その際にブレードが自動車に絡まったことで墜落する。
『日米開戦』

### ゲーム
『ジャングルストライク』
主役機として登場。
『ウォーシップガンナー2 鋼鉄の咆哮』
攻撃ヘリとして登場。開発後、プレイヤーが空母やフリゲート艦に搭載することで艦載機として利用可能である他、設備パーツとして艦に配置できる「ヘリポート」を利用した場合、(同パーツが設置できない船体規模の艦または潜水艦を除き)他の艦種でも使用可能になる。
『Modern Warships』
プレイヤーが操作可能な艦載機として登場する。
『エースコンバットシリーズ』
『エースコンバット』
敵軍の攻撃ヘリとして登場。
『エースコンバット3』
コフィンシステムをはじめとした最新技術を用いて改良を施した「AH-66B（RAH-66B）」をゼネラルリソース社が運用している。
『凱歌の号砲 エアランドフォース』
日本を占拠したアメリカ陸・空軍の攻撃ヘリとして登場。プレイヤーも購入して使用できる。
『カウンターストライクオンライン』
ヒューマンシナリオモードの「砂漠の嵐」「地獄の業火」の最終面ボスとして登場。
『クライシスゾーン』
ガーランドパークエリアのボスとして登場。機銃や大量のミサイル、体当たりで攻撃してくるほか、底面から爆弾を投下してくる。
『コール オブ デューティ ブラックオプス2』
キャンペーンとマルチプレイにて攻撃ヘリとして登場。無人機型も存在する。
『コマンドアンドコンカー:ジェネラルズ』
アメリカ軍の空中ユニットの1つとして登場。
『ゼロガンナー2』
タイトルが示すように、攻撃を自動化してガンナーを不要とした発展機が、主役機の1つとして登場。
『ディノクライシス2』
研究都市「エドワードシティ」に配備されていた軍所属と思われる機体をデイビットが操縦する。
『マーセナリーズ』
韓国軍が使用する攻撃ヘリコプターとして「LHX」の名称で登場する。
『マーセナリーズ2 ワールド イン フレームス』
PS2版のみ登場。中国人民解放軍が使用。
『コマンチシリーズ』
NovaLogic社より1992年から2001年にかけてPC向けにリリースされたシミュレーションゲーム。プレイヤーはコマンチの操縦を通して戦闘ヘリコプターの戦い方を学ぶ事になる。